# Miss America

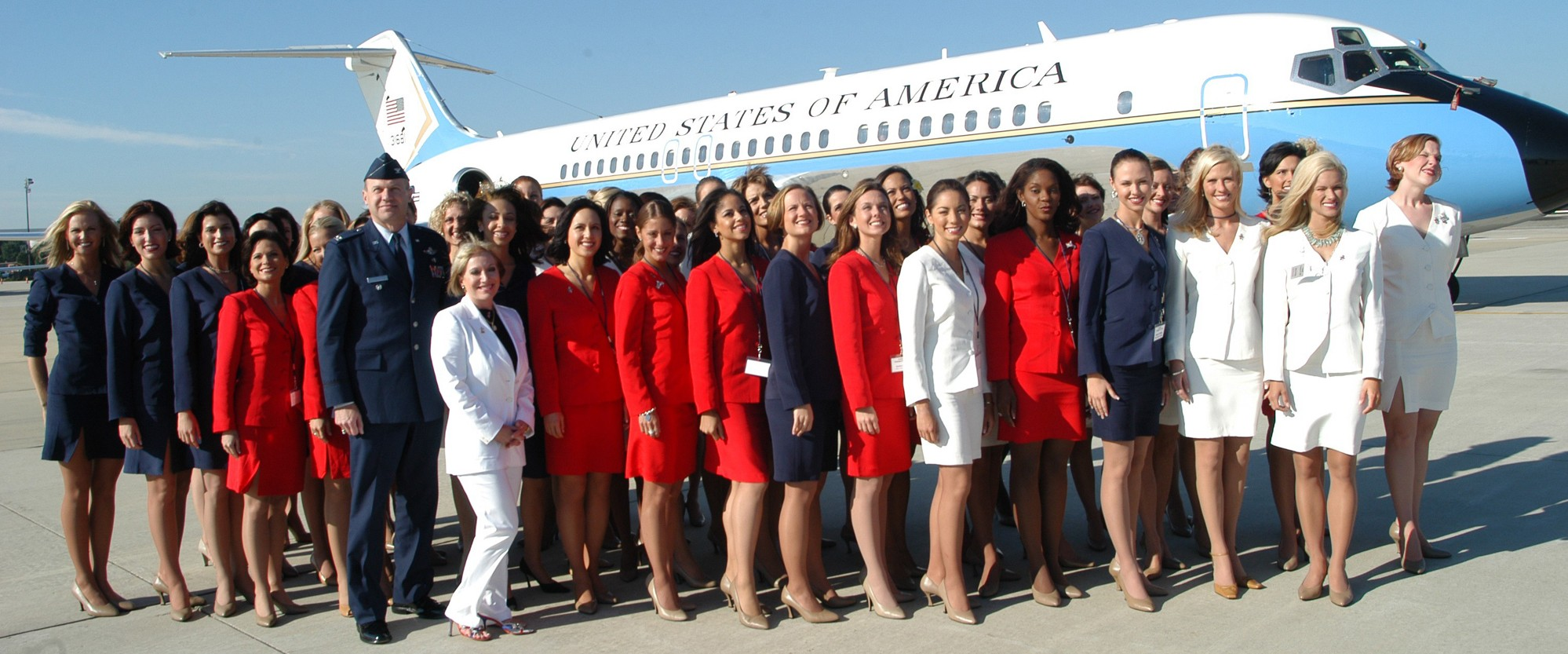
Uczestniczki Miss America 2003

Miss America – amerykański konkurs piękności rozgrywany corocznie od 1921 roku. W konkursie biorą udział przedstawicielki 50 stanów Ameryki, Dystryktu Kolumbii i Portoryko. Zwyciężczyni otrzymuje tytuł „Miss America” na okres jednego roku aż do następnego konkursu.

## Zwyciężczynie
| Rok  | Miss America            | Stan                | Miasto           |
| ---- | ----------------------- | ------------------- | ---------------- |
| 1921 | Margaret Gorman         | Dystrykt Kolumbii   | Waszyngton       |
| 1922 | Mary Campbell           | Ohio                | Columbus         |
| 1923 | Mary Campbell           | Ohio                | Columbus         |
| 1924 | Ruth Malcomson          | Pensylwania         | Filadelfia       |
| 1925 | Fay Lanphier            | Kalifornia          | Oakland          |
| 1926 | Norma Smallwood         | Oklahoma            | Tulsa            |
| 1927 | Lois Delaner            | Illinois            | Joliet           |
| 1933 | Marian Bergeron         | Connecticut         | West Haven       |
| 1935 | Henrietta Leaver        | Pensylwania         | Pittsburgh       |
| 1936 | Rose Coyle              | Pensylwania         | Filadelfia       |
| 1937 | Bette Cooper            | New Jersey          | Bertrand Island  |
| 1938 | Marilyn Meseke          | Ohio                | Lima             |
| 1939 | Patricia Donnelly       | Michigan            | Detroit          |
| 1940 | Frances Marie Burke     | Pensylwania         | Filadelfia       |
| 1941 | Rosemary LaPlanche      | Kalifornia          | Los Angeles      |
| 1942 | Jo-Carroll Dennison     | Teksas              | Tyler            |
| 1943 | Jean Bartel             | Kalifornia          | Los Angeles      |
| 1944 | Venus Ramey             | Dystrykt Kolumbii   | Waszyngton       |
| 1945 | Bess Myerson            | Nowy Jork           | Nowy Jork        |
| 1946 | Marilyn Buferd          | Kalifornia          | Los Angeles      |
| 1947 | Barbara Walker          | Tennessee           | Memphis          |
| 1948 | BeBe Shopp              | Minnesota           | Hopkins          |
| 1949 | Jacque Mercer           | Arizona             | Litchfield Park  |
| 1951 | Yolande Betbeze         | Alabama             | Mobile           |
| 1952 | Coleen Kay Hutchins     | Utah                | Salt Lake City   |
| 1953 | Neva Jane Langley       | Georgia             | Macon            |
| 1954 | Evelyn Margaret Ay      | Pensylwania         | Ephrata          |
| 1955 | Lee Meriwether          | Kalifornia          | San Francisco    |
| 1956 | Sharon Ritchie          | Kolorado            | Denver           |
| 1957 | Marian McKnight         | Karolina Południowa | Manning          |
| 1958 | Marilyn Van Derbur      | Kolorado            | Denver           |
| 1959 | Mary Ann Mobley         | Missisipi           | Brandon          |
| 1960 | Lynda Lee Mead          | Missisipi           | Natchez          |
| 1961 | Nancy Fleming           | Michigan            | Montague         |
| 1962 | Maria Fletcher          | Karolina Północna   | Asheville        |
| 1963 | Jacquelyn Mayer         | Ohio                | Sandusky         |
| 1964 | Donna Axum              | Arkansas            | El Dorado        |
| 1965 | Vonda Kay Van Dyke      | Arizona             | Phoenix          |
| 1966 | Deborah Irene Bryant    | Kansas              | Overland Park    |
| 1967 | Jane Anne Jayroe        | Oklahoma            | Laverne          |
| 1968 | Debra Dene Barnes       | Kansas              | Moran            |
| 1969 | Judith Anne Ford        | Illinois            | Belvidere        |
| 1970 | Pamela Anne Eldred      | Michigan            | Birmingham       |
| 1971 | Phyllis George          | Teksas              | Denton           |
| 1972 | Laurie Lea Schaefer     | Ohio                | Columbus         |
| 1973 | Terry Anne Meeuwsen     | Wisconsin           | De Pere          |
| 1974 | Rebecca Ann King        | Kolorado            | Denver           |
| 1975 | Shirley Cothran         | Teksas              | Fort Worth       |
| 1976 | Tawny Elaine Godin      | Nowy Jork           | Yonkers          |
| 1977 | Dorothy Kathleen Benham | Minnesota           | Edina            |
| 1978 | Susan Perkins           | Ohio                | Columbus         |
| 1979 | Kylene Barker           | Wirginia            | Galax            |
| 1980 | Cheryl Prewitt          | Missisipi           | Ackerman         |
| 1981 | Susan Powell            | Oklahoma            | Elk City         |
| 1982 | Elizabeth Ward          | Arkansas            | Russellville     |
| 1983 | Debra Maffett           | Kalifornia          | Anaheim          |
| 1984 | Vanessa Lynn Williams   | Nowy Jork           | Millwood         |
| 1984 | Suzette Charles         | New Jersey          | Mays Landing     |
| 1985 | Sharlene Wells Hawkes   | Utah                | Salt Lake City   |
| 1986 | Susan Akin              | Missisipi           | Meridian         |
| 1987 | Kellye Cash             | Tennessee           | Memphis          |
| 1988 | Kaye Lani Rae Rafko     | Michigan            | Monroe           |
| 1989 | Gretchen Carlson        | Minnesota           | Anoka            |
| 1990 | Debbye Turner           | Missouri            | Mexico           |
| 1991 | Marjorie Vincent        | Illinois            | Oak Park         |
| 1992 | Carolyn Suzanne Sapp    | Hawaje              | Honolulu         |
| 1993 | Leanza Cornett          | Floryda             | Jacksonville     |
| 1994 | Kimberly Clarice Aiken  | Karolina Południowa | Columbia         |
| 1995 | Heather Whitestone      | Alabama             | Birmingham       |
| 1996 | Shawntel Smith          | Oklahoma            | Muldrow          |
| 1997 | Tara Dawn Holland       | Kansas              | Overland Park    |
| 1998 | Katherine Shindle       | Illinois            | Evanston         |
| 1999 | Nicole Johnson Baker    | Wirginia            | Roanoke          |
| 2000 | Heather French          | Kentucky            | Maysville        |
| 2001 | Angela Perez Baraquio   | Hawaje              | Honolulu         |
| 2002 | Katie Harman            | Oregon              | Gresham          |
| 2003 | Erika Harold            | Illinois            | Urbana           |
| 2004 | Ericka Dunlap           | Floryda             | Orlando          |
| 2005 | Deidre Downs            | Alabama             | Birmingham       |
| 2006 | Jennifer Berry          | Oklahoma            | Tulsa            |
| 2007 | Lauren Nelson           | Oklahoma            | Lawton           |
| 2008 | Kirsten Haglund         | Michigan            | Farmington Hills |
| 2009 | Katie Stam              | Indiana             | Indianapolis     |
| 2010 | Caressa Cameron         | Wirginia            | Fredericksburg   |
| 2011 | Teresa Scanlan          | Nebraska            | Gering           |
| 2012 | Laura Kaeppeler         | Wisconsin           | Kenosha          |
| 2013 | Mallory Hagan           | Nowy Jork           | Brooklyn         |
| 2014 | Nina Davuluri           | Nowy Jork           | Fayetteville     |
| 2015 | Kira Kazantsev          | Nowy Jork           | Manhattan        |
| 2016 | Betty Cantrell          | Georgia             | Warner Robins    |
| 2017 | Savvy Shields           | Arkansas            | Fayetteville     |
| 2018 | Cara Mund               | Dakota Północna     | Bismarck         |
| 2019 | Nia Franklin            | Nowy Jork           | Brooklyn         |
| 2020 | Camille Schrier         | Wirginia            | Richmond         |
| 2022 | Emma Broyles            | Alaska              | Anchorage        |
| 2023 | Grace Stanke            | Wisconsin           | Wausau           |
| 2024 | Madison Marsh           | Kolorado            | Colorado Springs |

### Galeria

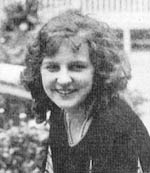
Margaret Gorman 1921
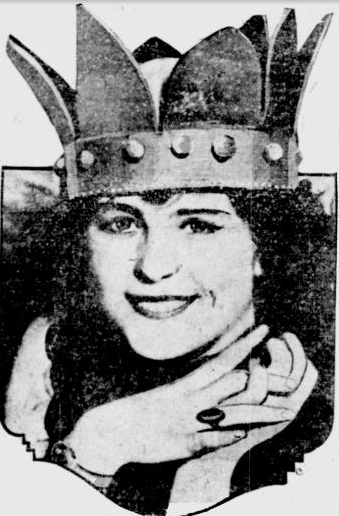
Mary Campbell 1922 i 1923
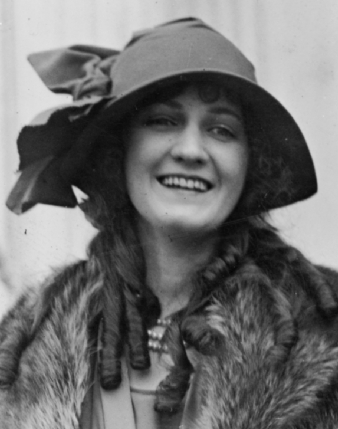
Ruth Malcomson 1924
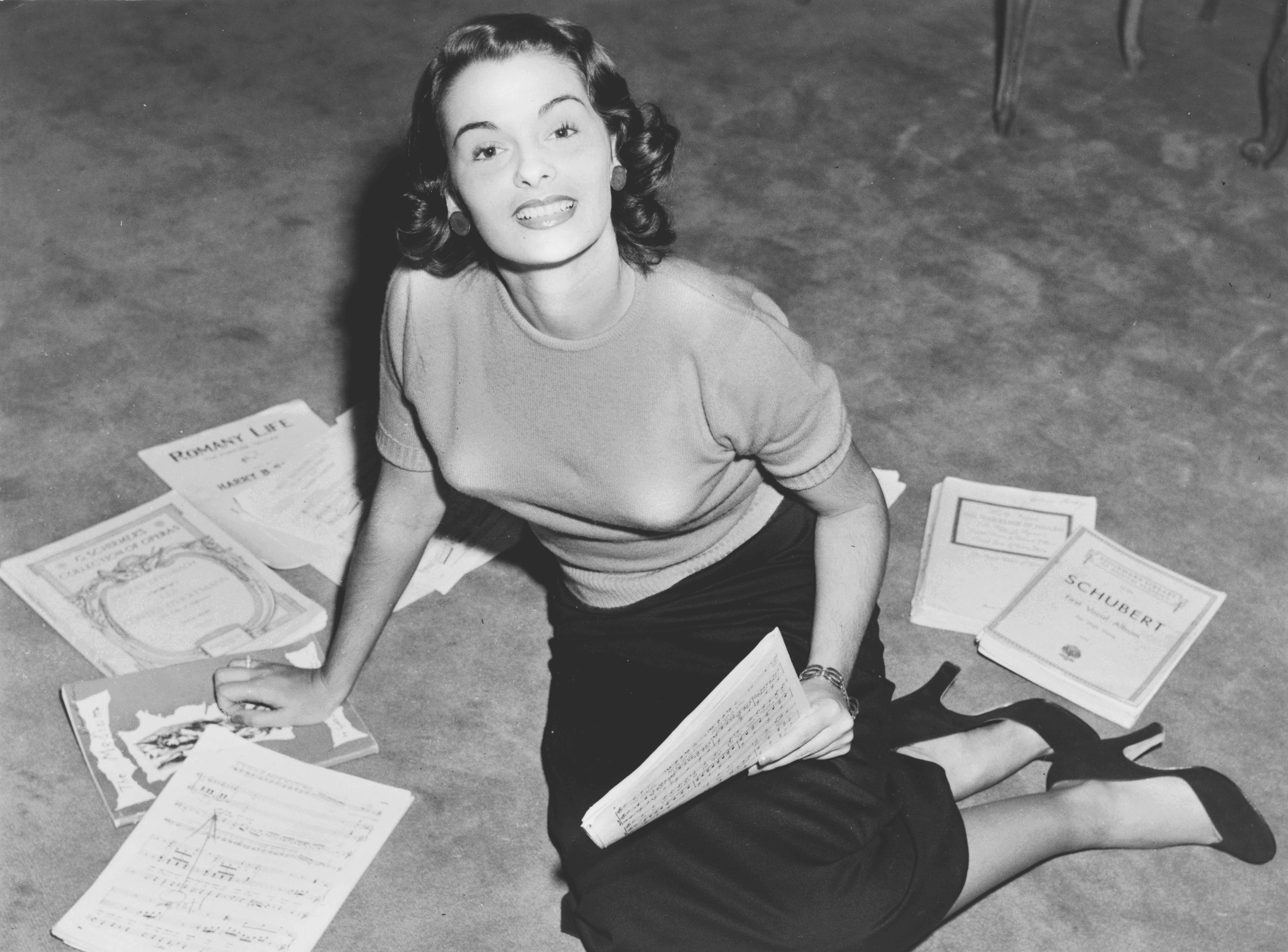
Yolande Betbeze 1951
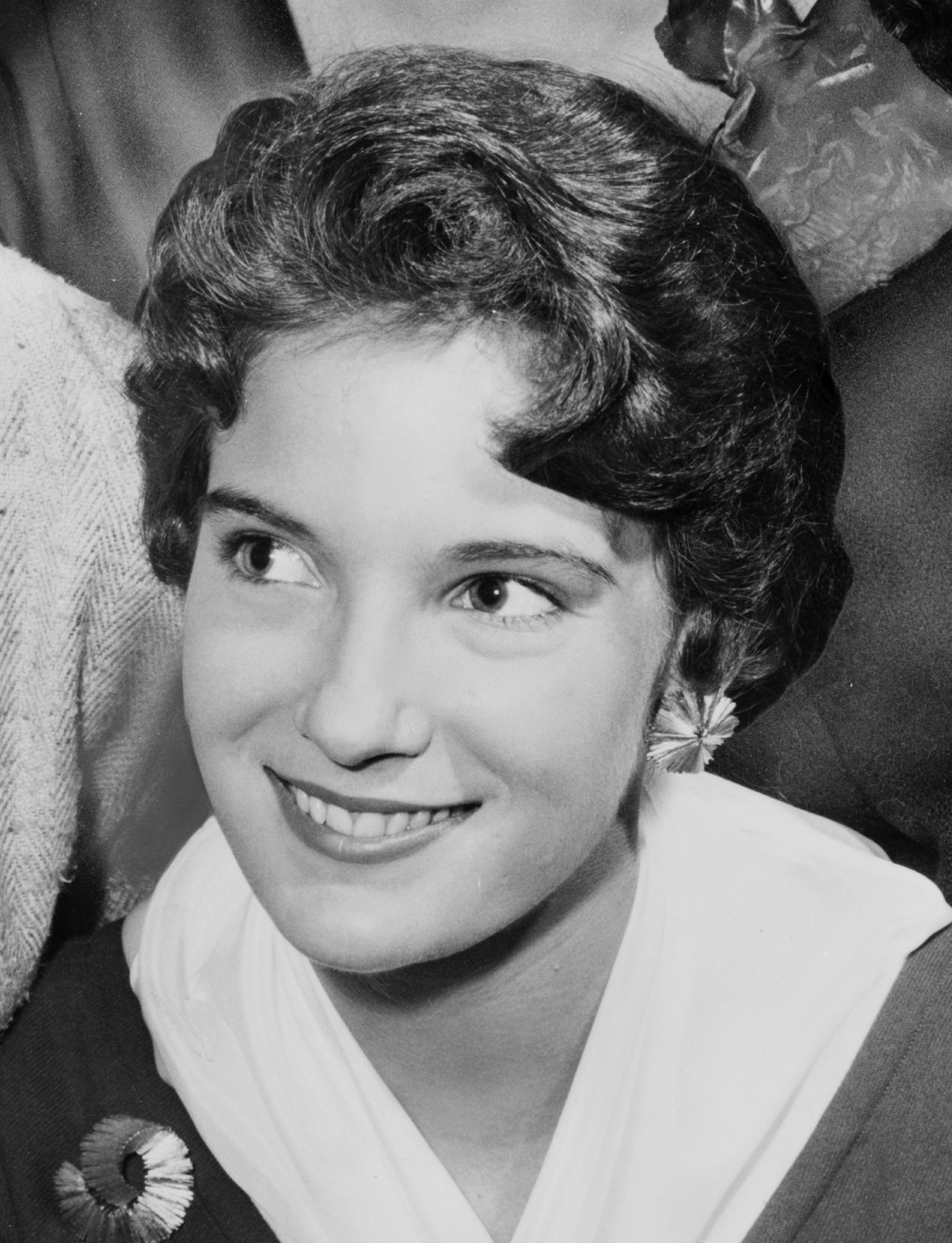
Lynda Lee Mead 1960
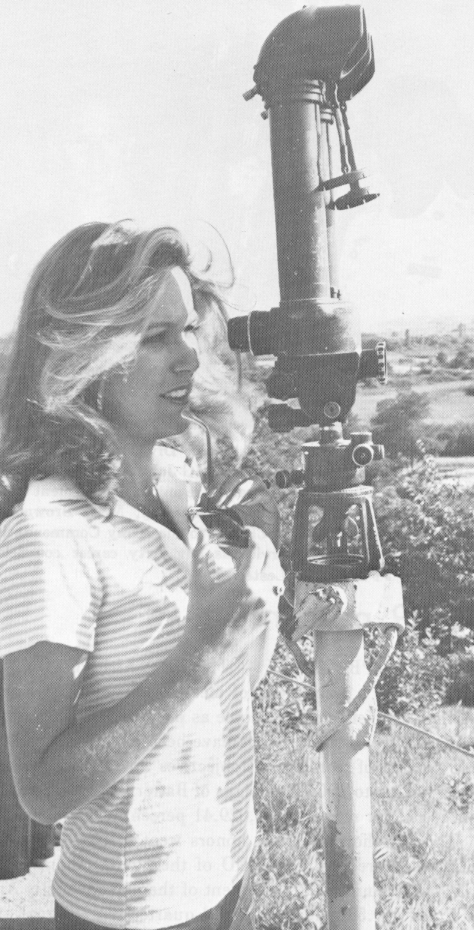
Dorothy Kathleen Benham 1977
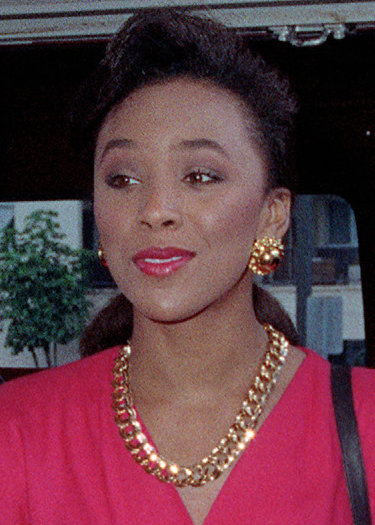
Debbye Turner 1990
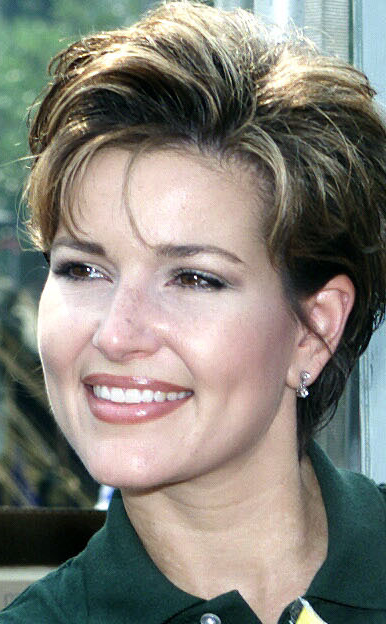
Heather French 2000
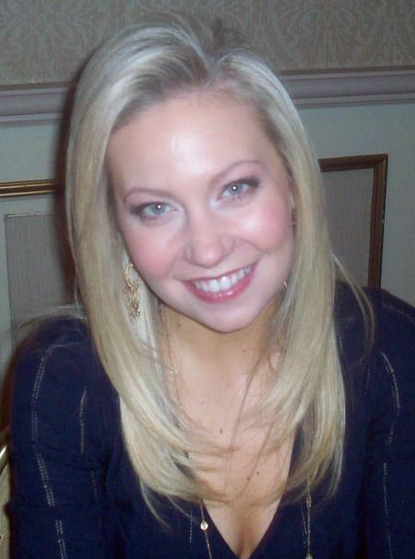
Katie Harman 2002
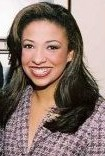
Erika Harold 2003
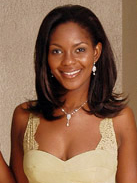
Ericka Dunlap 2004
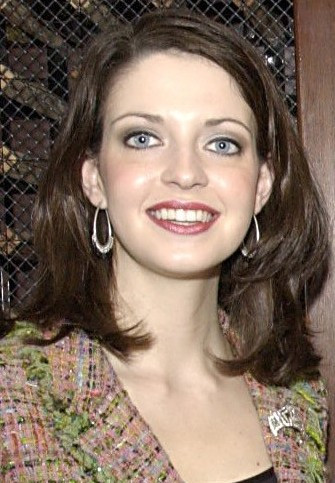
Deidre Downs 2005
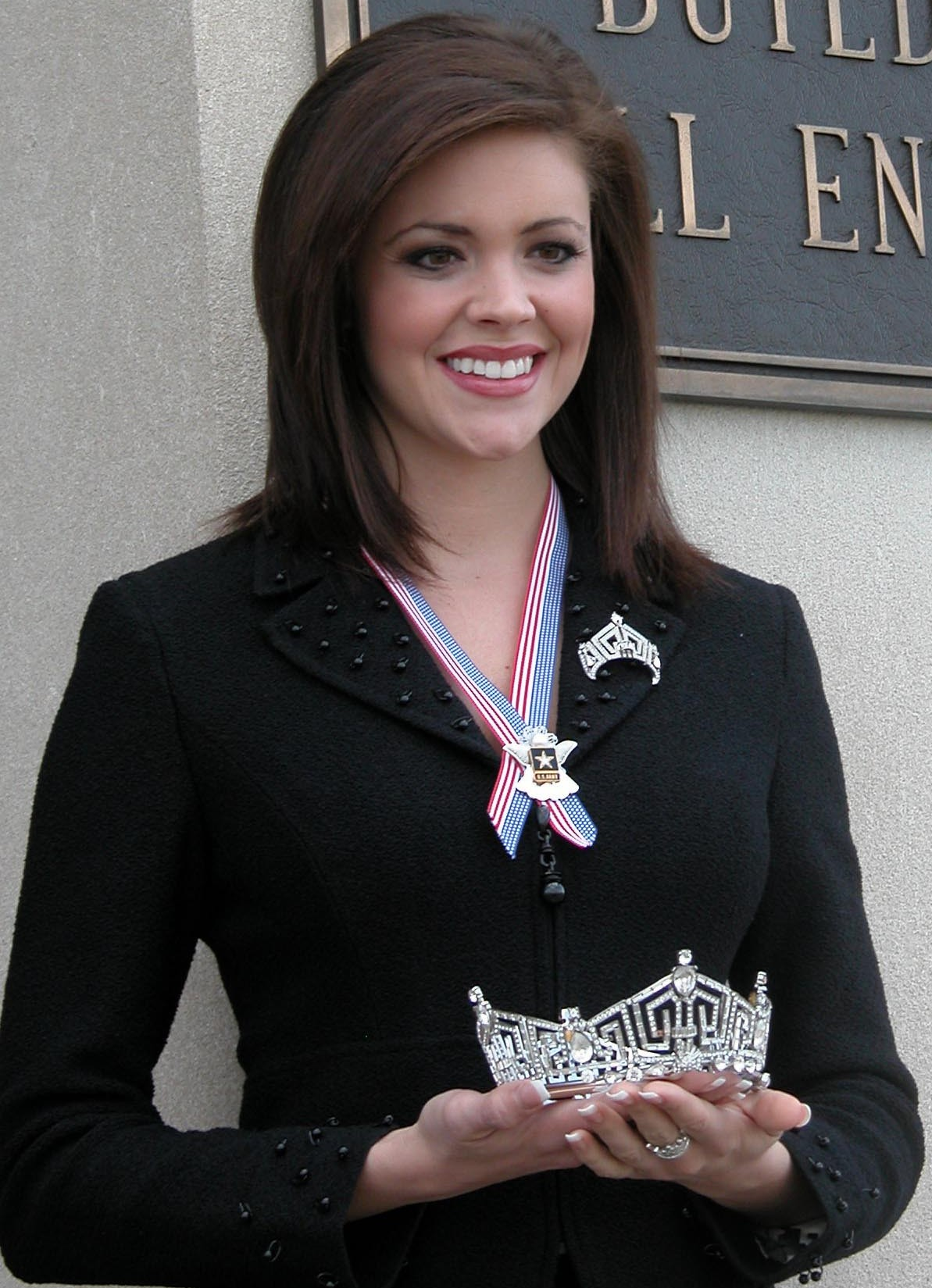
Jennifer Berry 2006
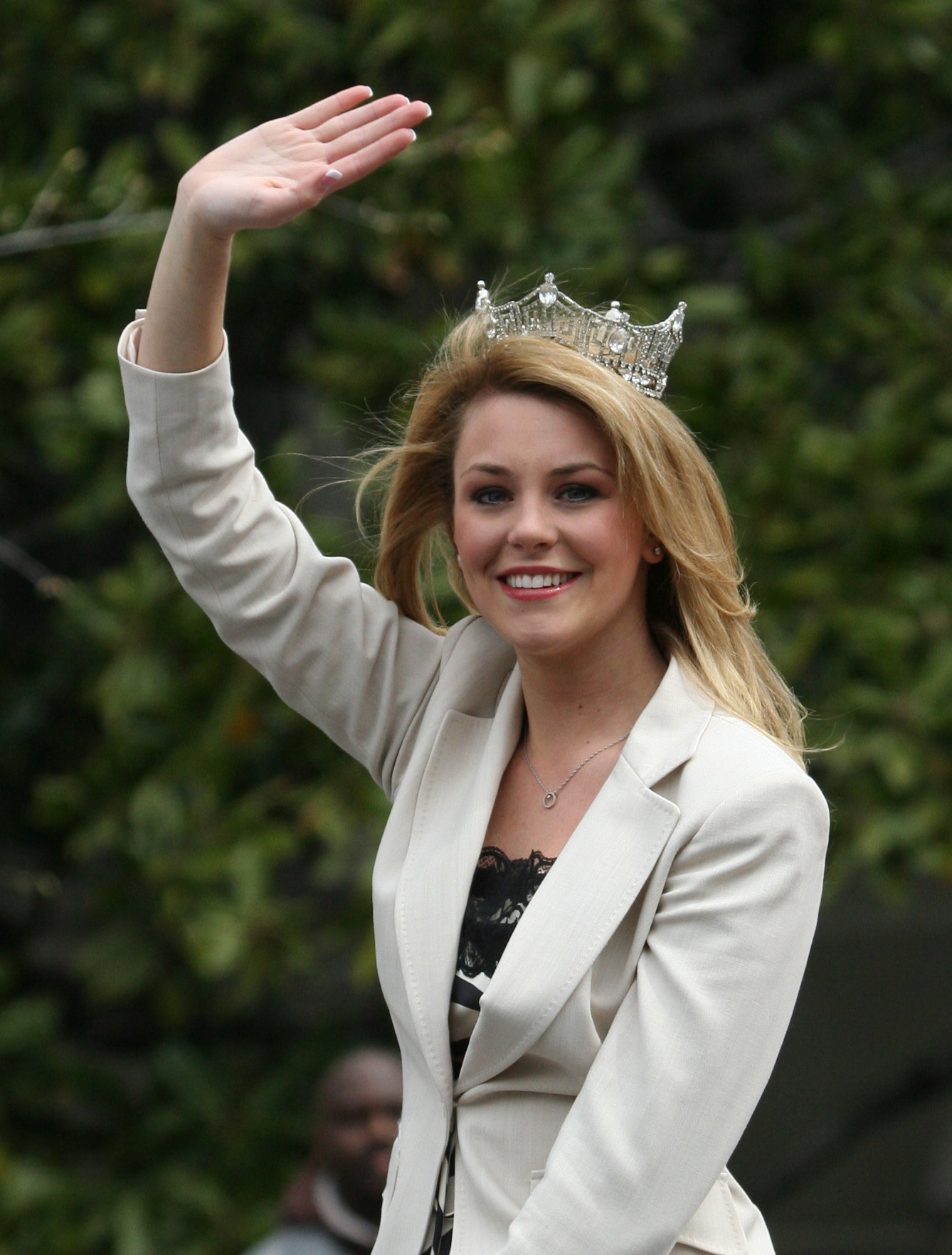
Lauren Nelson 2007
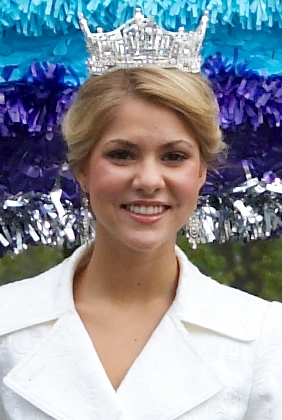
Kirsten Haglund 2008
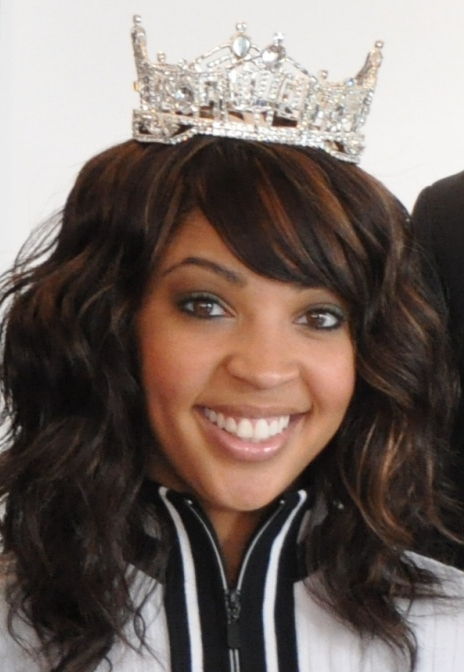
Caressa Cameron 2010
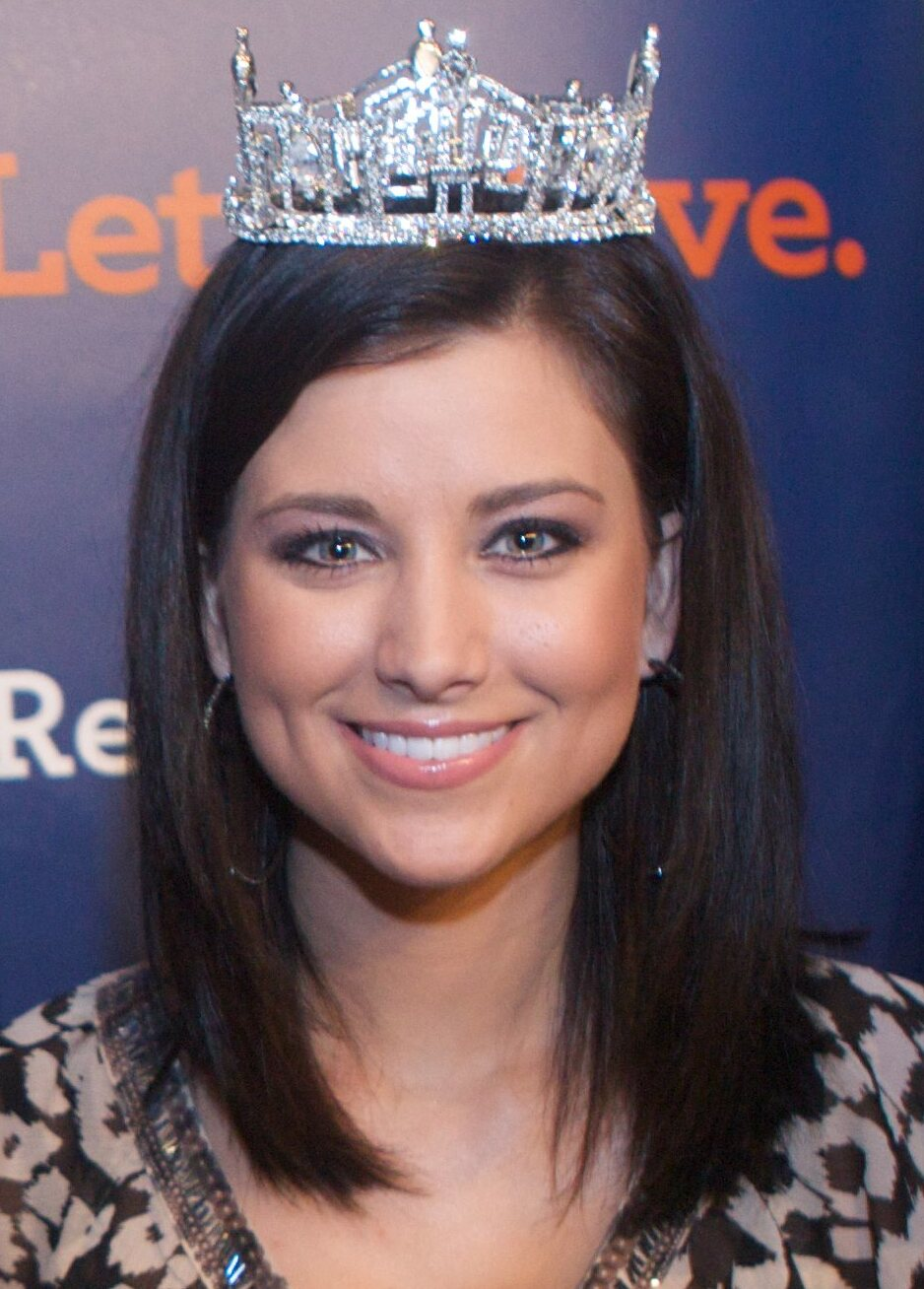
Laura Kaeppeler 2012
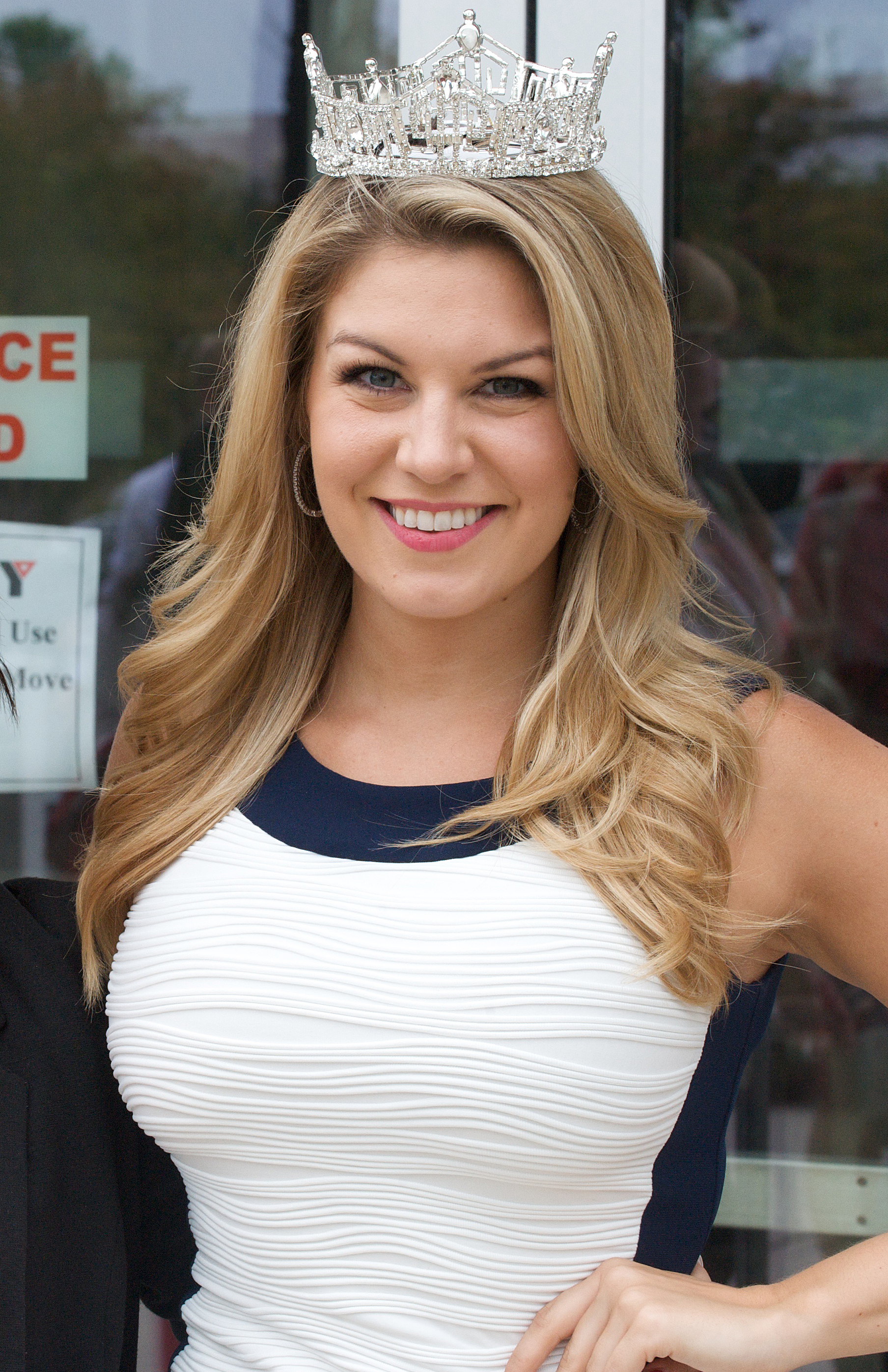
Mallory Hagan 2013
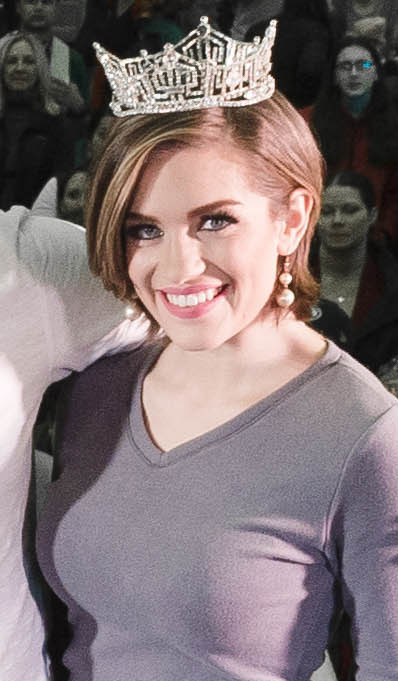
Betty Cantrell 2016
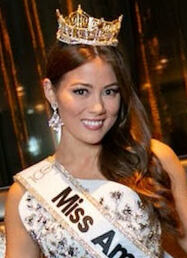
Emma Broyles 2022